# America (nome)
America  è un nome proprio di persona inglese femminile.

## Origine e diffusione

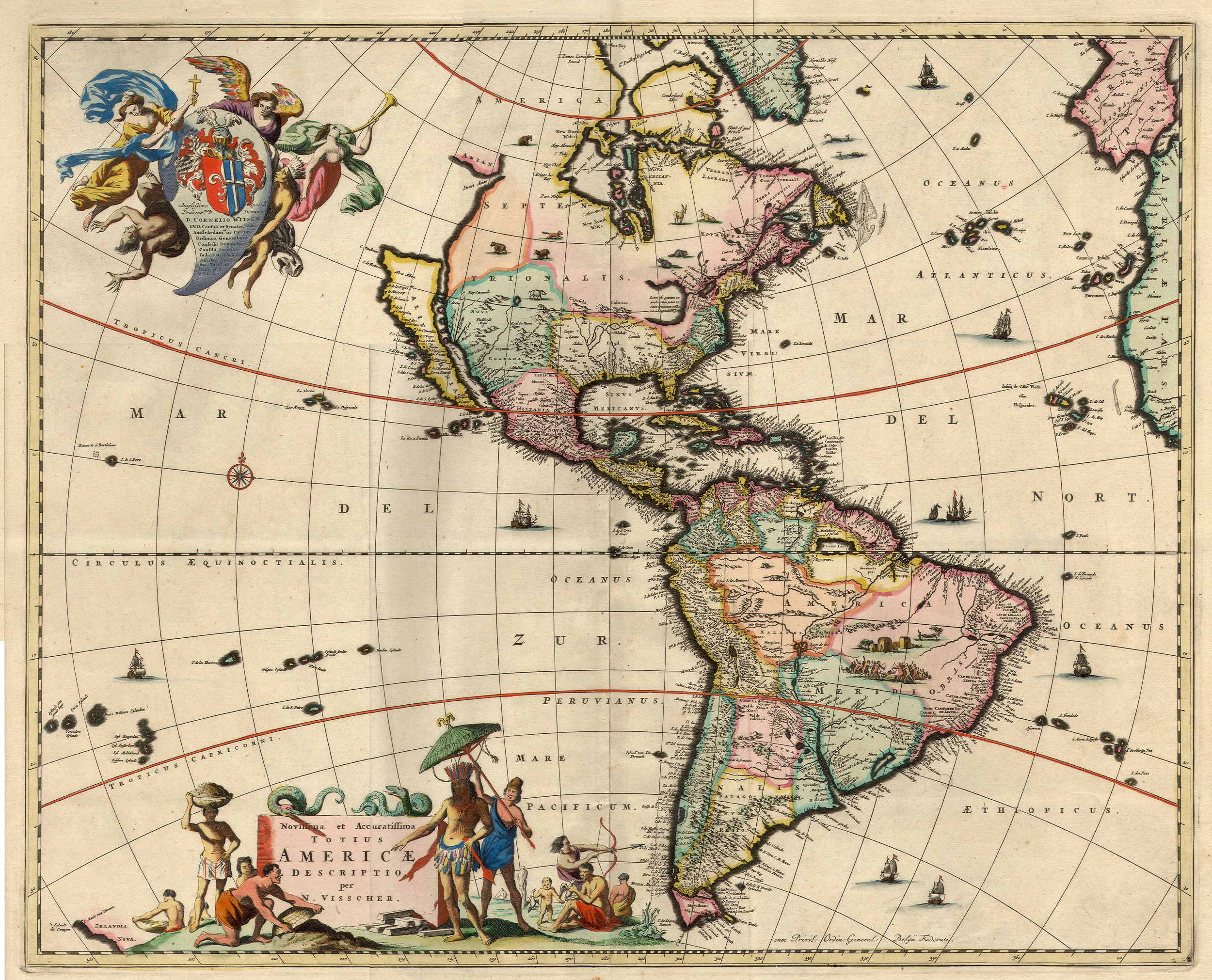
Una mappa dell'America del 1670

Si tratta di una ripresa del nome dell'America, specialmente in riferimento agli Stati Uniti, nei quali il nome cominciò a diffondersi a partire dal XIX secolo.
Etimologicamente, in genere, viene fatto risalire al latino medievale Americanus, un termine apparso per la prima volta nella Cosmographiae Introductio del 1507 di Martin Waldseemüller, in riferimento al navigatore italiano Amerigo Vespucci. Altre teorie lo riconducono però al nome delle Montagne Amerrisque, in Nicaragua, o al cognome di Richard Amerike, il proprietario della nave che Caboto usò per raggiunger il Nordamerica nel 1497, il quale è una forma anglicizzata del cognome gallese ap Meurig, "figlio di Meurig".

## Onomastico
Il nome è adespota, ovvero non è portato da alcuna santa, quindi l'onomastico ricorre il 1º novembre, in occasione di Ognissanti.

## Persone

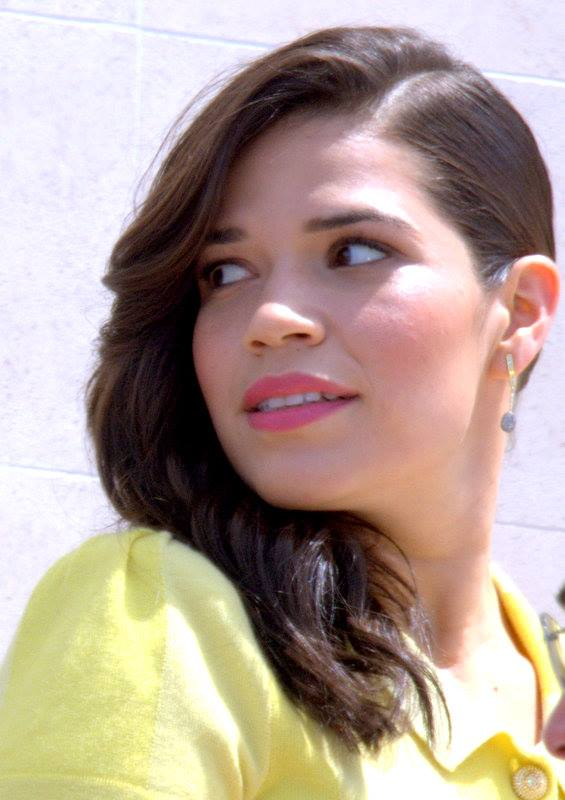
America Ferrera

- America Ferrera, attrice statunitense
- America Olivo, attrice, modella e cantante statunitense

### Variante América
- América Scarfò, anarchica argentina

## Il nome nelle arti
- America Chavez è un personaggio dei fumetti Marvel Comics.